# Бёрд, Джон
Джон Энтони Бёрд, барон Бёрд (англ. John Anthony Bird, Baron Bird; род. 30 января 1946 года, Ноттинг-Хилл, Лондон, Великобритания) — британский социальный предприниматель и менеджер, создатель, руководитель и главный редактор уличной газеты The Big Issue, совмещающей профессиональную журналистику при создании с её распространением бездомными.

## Биография
Джон Бёрд родился 30 января 1946 года в лондонском районе Ноттинг-Хилл в Великобритания в бедной ирландской семье.
Он был третьим из шести мальчиков.
Начал бродяжничать в возрасте пяти лет, когда его родители не смогли оплатить аренду за жильё и с семи до десяти лет проживал в детском доме.
В подростковом возрасте жил на улице, занимался воровством и в результате попал в тюрьму.
Выйдя из неё, жил на улице и в двадцать лет опять угодил за решётку.
Бежал от преследования полиции в Париж (Франция), где окунулся в «революционную борьбу», вступив в троцкистскую группу «Рабочей революционной партии».
В 1970 году оставил политику и занялся малым бизнесом.
В 1991 году вместе с Анитой Роддик на 50 000 долларов США, полученных с успешного косметического бизнеса Body Shop, основал The Big Issue, а в 1995 году — фонд The Big Issue Foundation для поддержки своего детища, распространения зарекомендовавшей себя идеи и реализации миссии по социализации и помощи бездомным.
Успех The Big Issue Invest принёс Джону Бёрду несколько наград: в июне 1995 году он стал членом Ордена Британской империи, в мае 1996 года вошёл в шорт-лист премии «Лучшая практика» ООН, в октябре 2004 года получил премию UN-Habitat Scroll of Honour Award, в ноябре 2004 года был назван BBC «Легендой Лондона», а в 2006 году удостоен премии The Beacon Fellowship.
В 2007 году Бёрд заявил о решимости баллотировался на должность мэра Лондона как независимый кандидат и представил свой манифест, однако позже отказался от этой затеи.
В октябре 2008 года Ernst & Young назвал Джона Бёрда «Социальным предпринимателем года».
В 2009 году Бёрд запустил собственный инвестиционный фонд The Big Issue Invest для помощи социальному предпринимательству.
С 2013 года — почётный доктор University of Plymouth.